# Kandaol Chrum
Kandaol Chrum es una comuna (khum) del distrito de Ponhea Kraek, en la provincia de Kompung Cham, Camboya. En marzo de 2008 tenía una población estimada de 17 954 habitantes.
Se encuentra ubicada en la llanura camboyana, al sureste del lago Sap (Tonlé Sap) y a escasa distancia del río Mekong y de la frontera con Vietnam.